# 三友良平
三友 良平（みとも りょうへい、1986年12月21日 - ）は、トップリーグキヤノンイーグルスに所属するラグビー選手。

## プロフィール
- 埼玉県深谷市出身。
- ポジションはセンター(CTB)。
- 身長 177cm、体重 93kg
- ニックネームはみとも。
- 関東代表に選ばれたことがある[1]。

## 略歴
高校からラグビーを始めた。
2005年、深谷高校卒業後、日本大学に入る。
2009年、日本大学卒業後、キヤノン（現・キヤノンイーグルス）に加入。同年9月20日に行われたトップイーストリーグ第2節の横河武蔵野アトラスターズ戦に途中出場で公式戦初出場を果たした。